# Pilot-Wagen

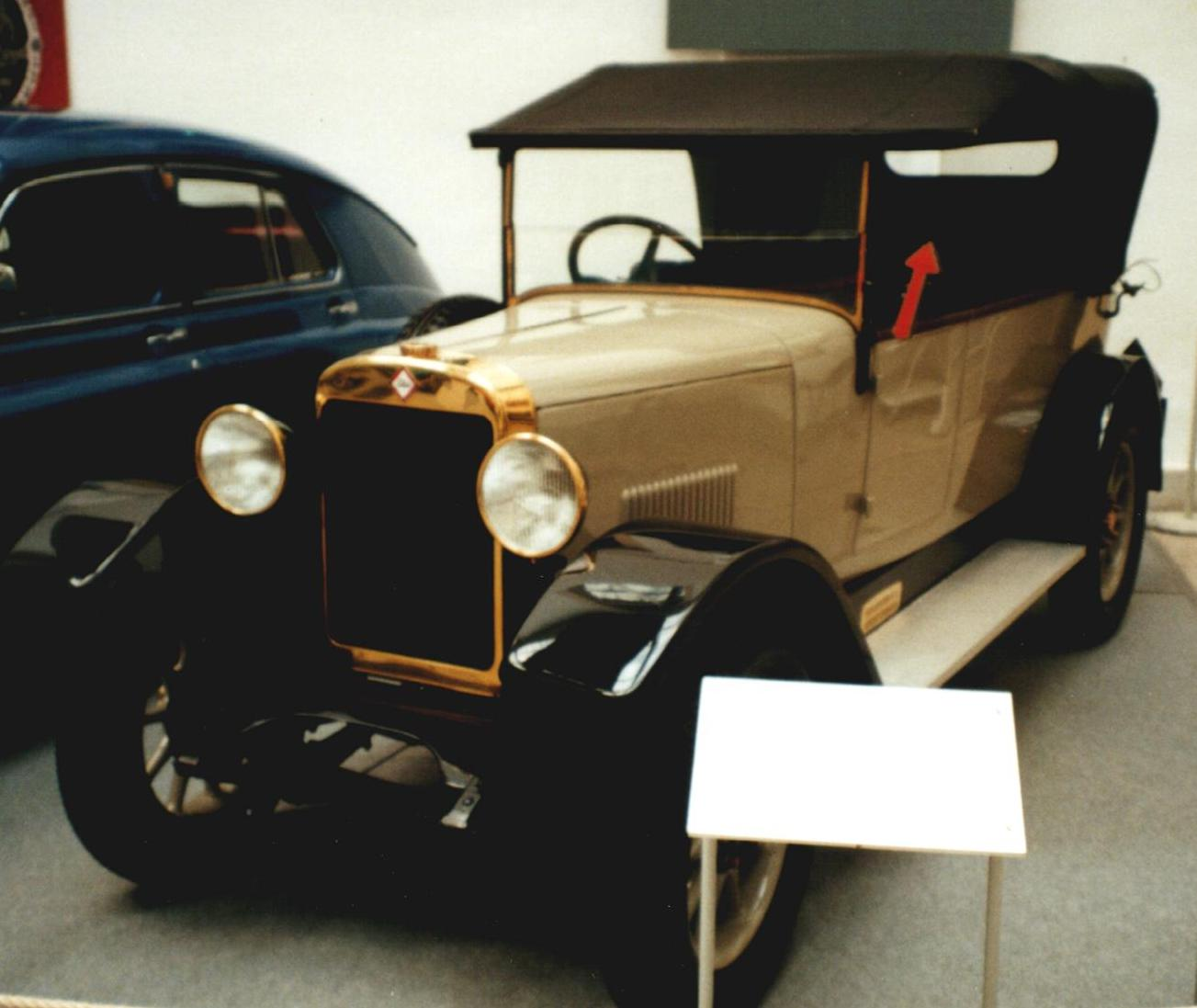
Pilot 6/30 PS von 1926 (Verkehrsmuseum Dresden)

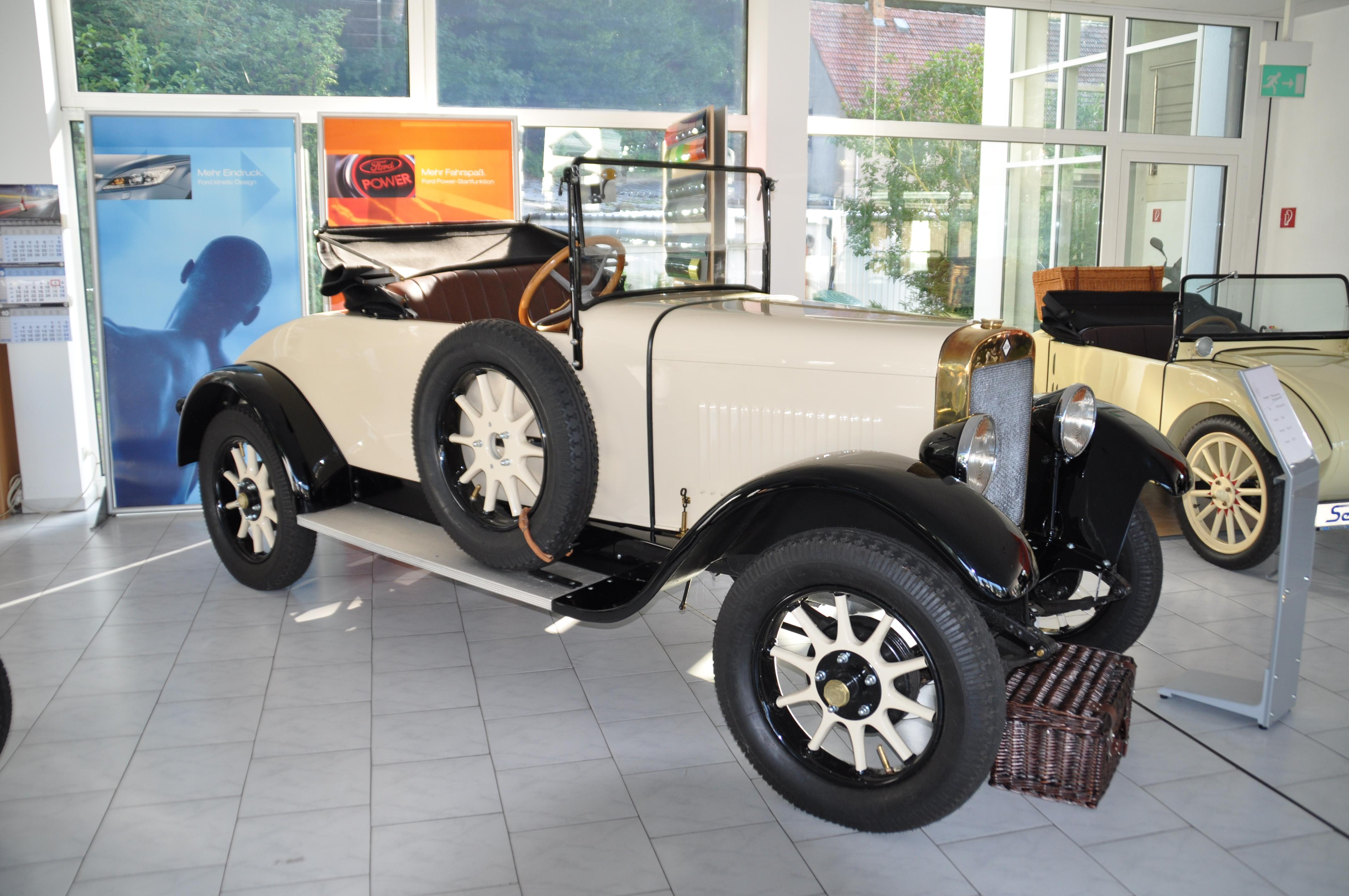
Pilot 6/30 PS (Freital)

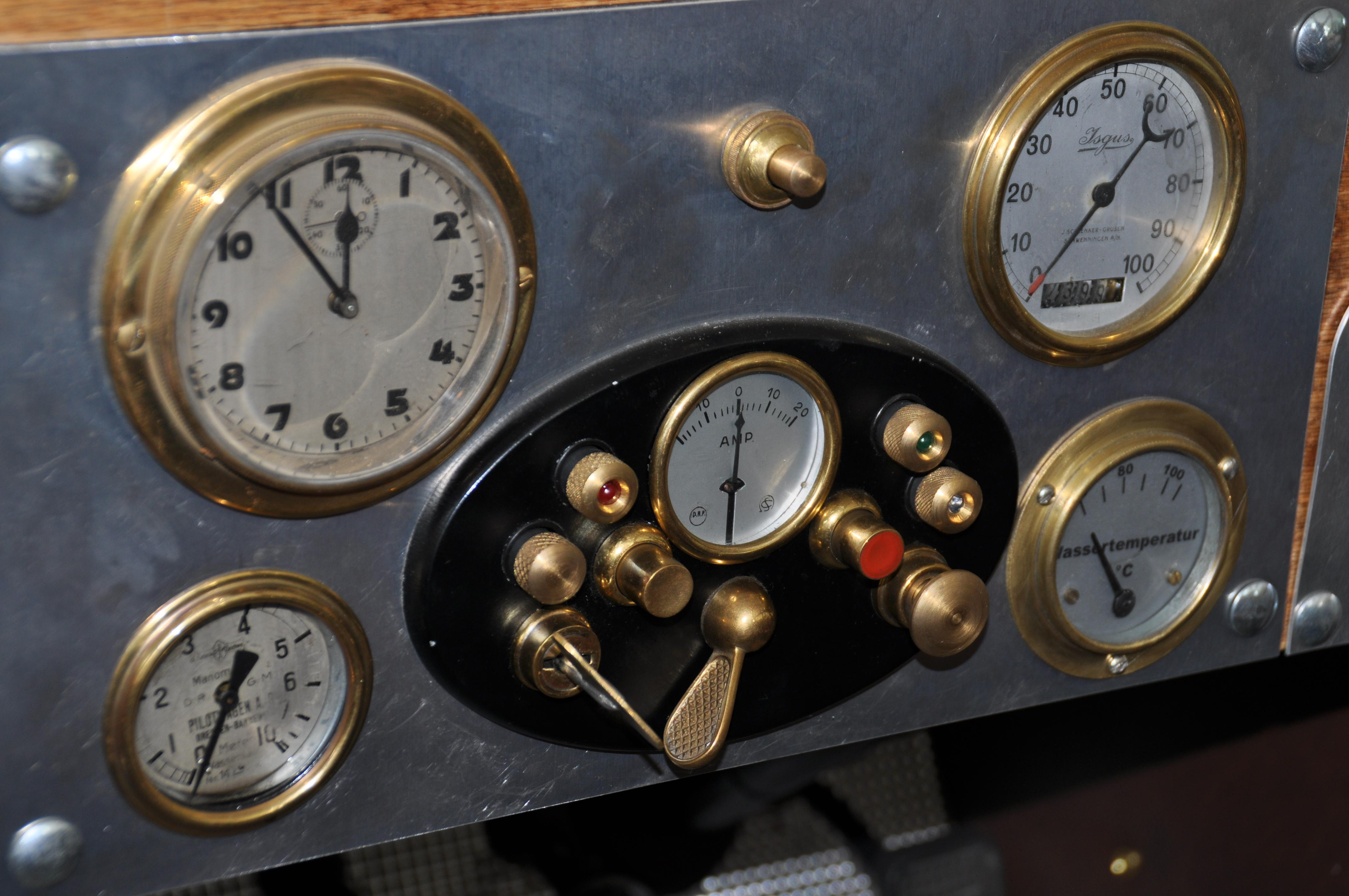
Armaturenbrett

Die Pilot-Wagen AG war ein deutsches Automobilbau-Unternehmen in der sächsischen Gemeinde Bannewitz bei Dresden, das formell 1922 gegründet wurde. Es gibt auch einen Hinweis auf die Firmierung Pilotwagen AG Bannewitz.

## Vorgeschichte
Christian Eduard Orloff Hansen gründete 1907 die Chemische Fabrik Orloff Hansen in Bannewitz. Während des Ersten Weltkrieges wurde es zu einem Rüstungsunternehmen und fertigte Teile für Flugzeuge. Nach Kriegsende wurde ein neues Geschäftsfeld gesucht. 1919 begann unter Leitung von Walter Wippermann die Entwicklung eines Automobils. Zu dieser Zeit erfolgte die Umfirmierung in Pilotmotorenwerke Bannewitz. 1921 begann die Fahrzeugproduktion. Der Markenname lautete Pilot. Zur Expansion wurde weiteres Kapitel gebraucht.

## Unternehmensgeschichte
Das Unternehmen wurde am 8. August 1922 als Nachfolger gegründet. Es hatte die Rechtsform einer Aktiengesellschaft. Das Aktienkapital betrug bei Gründung in Folge der Hochinflation 12,7 Millionen Mark und wurde nach der Währungsstabilisierung auf 100.000 Reichsmark umgestellt. Direktor des Unternehmens war der in Dresden ansässige Ingenieur Wilhelm Dirks. Dem Aufsichtsrat gehörten Kommerzienrat Carl Otto Schmelzer (Aufsichtsratsvorsitzender der Waggonfabrik Werdau, Flugpionier), Gustav Kozlowski (Vorstandsvorsitzender der Waggonfabrik Werdau), Bankdirektor Wilhelm Böttger (stellvertretender Aufsichtsratsvorsitzender der Waggonfabrik Werdau), Fabrikant Ernst Werner (Reichenbach i. V.), Richard Wittich (Mitinhaber der Sophienthaler Weberei, Bleicherei und Appreturanstalt Brüder Wittich in Sophienthal in Böhmen), Direktor Hermann Siodmak (Troppau) und Apotheker Julian Abeles (Teplitz-Schönau) an. 1924 waren 150 Mitarbeiter beschäftigt.
Die Sächsische Waggonfabrik Werdau AG besaß ab 1924 die Aktienmehrheit, spätestens seit diesem Zeitpunkt wurden fast alle in Bannewitz produzierten Fahrgestelle nach Werdau überführt und dort mit den Standard-Karosserien versehen. 1926 sank die Mitarbeiterzahl von Pilot auf 70 Personen. Es gab Probleme zwischen den beiden Gesellschaften, die auch durch die große Entfernung bedingt waren. 1927 wurde beschlossen, dass Ende März 1928 der Sitz von Pilot nach Werdau verlegt werden sollte. Dies wurde auch als Begründung für einige Entlassungen angegeben.
Am 19. Mai 1928 wurde die Liquidation beschlossen. Julius Kempe wurde zum Liquidator bestimmt. Die Mitarbeiterzahl sank auf 20 bis 25 Personen. Am 25. Oktober 1928 änderte sich die Firmierung in Automobil AG i.L. Bannewitz. Bis 1931 wurden noch Ersatzteile gefertigt und Reparaturen vorgenommen. Am 21. August 1931 wurde die Gesellschaft gelöscht.

## Fahrzeuge
Das erste Modell war der Pilot 6/22 PS. Er hatte einen Vierzylindermotor mit rund 1500 cm³ Hubraum und 22 PS.
1924 folgte der Pilot 6/30 PS. Sein Vierzylindermotor hatte andere Maße, ebenfalls etwa 1500 cm³ Hubraum und leistete 30 PS.
Drei Fahrzeuge existieren heute noch, zwei besitzt ein Autohaus in Freital, eines mit individuell angefertigter Gläser-Karosserie ist im Verkehrsmuseum Dresden ausgestellt.